# بلاثا مايور (مدريد)
بلاثا مايور أو الساحة الكبرى (بالإسبانية: Plaza Mayor de Madrid)‏ هي ساحة من أهم الساحات في مدريد، بل علي مستوي إسبانيا كلها. تقام الاحتفالات الرسمية في هذه الساحة.

## تاريخها
بنيت هذه الساحة اثناء حكم فيليب الثالث ملك إسبانيا في القرن السابع عشر عام 1617. كانت يتم بها عمليات الإعدام، ومن ثم أصبحت ساحة لمصارعة الثيران، حتي أصبحت يقام فيها الاحتفالات الرسمية للدولة. يطل علي هذه الساحة ما يقارب 136 منزلا وحوالي 437 شرفة، يتم استخامها في مشاهدة ما يدور في هذه الساحة. تعد هذه الساحة بمثابة قلب مدريد.

## شكل الساحة
يتوسط الساحة تمثال للملك فيليب الثالث، كما يحيط بها بعض المباني الدينية القديمة. يوجد بالساحة بعض الفنانين الذين يرسمون صور للسائحين كتذكار من المدينة.